# رافائيل منتزينجن
رافائيل دويزيت مينتزينجن ولد 2 ماي 1996 لاعب كرة قدم برازيلي يلعب كلاعب خط وسط أو مهاجم لنادي بطولة الدورى الامريكي الدرجة الاولى نادي نادي شمال كارولاينا. لقد ظهر سابقًا على المستوى شبه الاحترافي لـ Southern West Virginia King's Warriors وLansing United وDetroit City وكمحترف مع لنسيغ إيجنيت وممفيس 901 وشاتانوغا ريد ويلفز.